# توفیق اجباری
توفیق اجباری ششمین فیلم سینمایی بلند محمدحسین لطیفی در مقام کارگردان محصول سال ۱۳۸۶ است.

## خلاصه فیلم
«توفیق اجباری» داستان بازیگری به نام محمدرضا گلزار است که از همسر خود جدا شده است، محمدرضا و همسرش یکدیگر را دوست دارند اما برخی ارتباطات محمدرضا باعث بدبینی همسر سابقش از او می‌شود.

## بازیگران
| بازیگر         | نقش             |
| -------------- | --------------- |
| محمدرضا گلزار  | محمدرضا گلزار   |
| باران کوثری    | سیمین           |
| رضا عطاران     | عطا             |
| نیوشا ضیغمی    | سیمین (سیم سیم) |
| بهاره رهنما    | بیتا            |
| نعیمه نظام‌دوست | فرنگیس          |
| لیدا عباسی     | لیدا            |
| مجید یاسر      | پیتزا فروش      |
| احمد پورمخبر   | آقاجون          |
| گیتی معینی     | بازیگر          |
| محمد حاج‌حسینی  | همسایه          |
| پروین میکده    | خاله سیم سیم    |
| عبدالله احمدی  | راننده          |
| مژگان مظفری    |                 |
| طنین دانشور    |                 |